# Idas cylindricus
Idas cylindricus is een tweekleppigensoort uit de familie van de Mytilidae. De wetenschappelijke naam van de soort is voor het eerst geldig gepubliceerd in 2009 door Pelorce & Poutiers.